# Podagrion pachymerum
Podagrion pachymerum är en stekelart som först beskrevs av Walker 1833.  Podagrion pachymerum ingår i släktet Podagrion och familjen gallglanssteklar. Inga underarter finns listade i Catalogue of Life.